# アゼダラクの聖性
『アゼダラクの聖性』（アゼダラクのせいせい、原題：英: The Holiness of Azedarac）は、アメリカ合衆国のホラー小説家クラーク・アシュトン・スミスによる短編ファンタジー小説。クトゥルフ神話の1つで、『ウィアード・テールズ』1933年10月号に掲載された。
スミスが創造した、中世フランス南部「アヴェロワーニュ」を舞台とする一編。

## 概要
1933年に発表された本作は、いわゆる「大系化された」クトゥルフ神話が成立する前の、WT作家同士が固有名詞を貸し借りしていた時代の作品であり、「エイボンの書」の中世版が登場したり、イォグ＝ソトートやソダグイ（ヨグ＝ソトースとツァトゥグァのアヴェロワーニュ訛り）を崇拝する妖術師が登場する。冒頭の一文からいきなりラヴクラフトの固有名詞を借りて登場させ、取り込んでいる。
中世の修道士の視点から、「アダムやサタンよりも古い」という邪神の冒涜性が評されている。クトゥルフ神話の冒涜性については、オーガスト・ダーレスも善悪対立やキリスト教にたとえた説明をしているが、様相は全く異なっている。さらにダーレスやフランク・ベルナップ・ロングは、中世にローマカトリックと邪神の衝突があったという物語も手掛けている。
なお本作では、異次元の邪神が主役というわけではなく、あくまで妖術師のバックボーン的存在にとどまる。東雅夫が「アヴェロワーニュを舞台とする妖術師譚の一編だが、『エイボンの書』やヨグ＝ソトース、ゾダグイなどの名は登場するものの、霊薬によるタイム・トリップを絡めた艶笑譚である本筋とは、あまり関係がない」と解説している通りである。しかしスミス自身は本作をツァトゥグァが関与する作品であると述べており、描写は薄いものの確実にツァトゥグァ神話の一編である。
本作には書かれなかった後日談があることが判明している。『アゼダラクの破滅』といい、タイトルどおりに本作で勝利したアゼダラクの破滅が構想されていたという。
ナイトランド叢書版を編した安田均は、アヴェロワーニュの作品群を後世のストーリーゲームとクトゥルフ神話という2ジャンルに影響を与えたことに着目しており、中でも本作を一番重要と評している。
作中には「千の雌羊を随えし雄羊」という一節がある。ダーレスはこのフレーズをシュブ＝ニグラスと結び付けており、ダーレスを経由して、ラムジー・キャンベルが『ムーン・レンズ』を書き、またブライアン・ラムレイが『タイタス・クロウの帰還』を書いている。

## あらすじ
ベネディクト会のヴィヨンヌ大司教のもとに、クシム司教アゼダラクの悪性が、匿名で伝えられる。大司教は真偽を確かめるべく、修道士アムブロワーズにアゼダラクを探らせる。アムブロワーズは証拠として「エイボンの書」を盗んで帰路につくが、アゼダラクは彼が密偵であると気づき、口封じの追手を放つ。帰路を往くアムブロワーズは、宿泊した旅篭での夕食中、初対面の男に馴れ馴れしく話しかけられ、言葉巧みにワインを薦められて飲み、意識を失う。
アムブロワーズが目を覚ますと、拘束され、異様な男たちに囲まれていた。彼らドゥルーイドたちは、アムブロワーズを魔神タラニトへの生贄に捧げようとするも、モリアミスという女が現れアムブロワーズを助ける。アムブロワーズは困惑しつつも、自分がキリスト紀元1175年から紀元475年のアヴェロワーニュにタイムスリップしたことを理解する。モリアミスはアゼダラクを知っており、また敵視していた。モリアミスは「エイボンの書」を確認してアゼダラクの物と断言する。続いてモリアミスは、赤と緑の薬品を取り出し、これらアゼダラクから盗んだ「時をかける薬」であり、この薬で自分の知るアゼダラクはアムブロワーズの時代へと跳んだのだろうと述べる。
アムブロワーズは彼女の家で一月を過ごし、2人は恋をするが、アムブロワーズは修道士の義務を果たすべく元の時代に帰還することを決意し、モリアミスは2種類の薬を渡す。赤の薬を飲んだアムブロワーズは、元の旅篭に転移したが、そこは紀元1230年であり、元の時代よりも数十年未来であった。アムブロワーズは旅篭の者たちから、己の主人たる大司教はとうに亡くなっており、それどころかあの邪悪なるアゼダラクも死んで聖者の列に加えられたこと、或いは天国に昇天したとすら言われていることを聞き、無力感に包まれる。宿敵が消えて己の任務は無駄になり、もう帰る場所すらない。アムブロワーズは予備として渡されていた緑の薬を飲み、過去に戻り、モリアミスと再会する。時をかける薬はもうなくなり、アムブロワーズは修道士の肩書をなげうって、彼女の想いに応える。
実はモリアミスは、アゼダラクから盗み取った製法で2つの薬の効果を強めて、アムブロワーズが本来戻るはずの時代から時間をずらしていたのであるが、彼女がそれを彼に教えることはなかった。

## 主な登場人物・用語
- クレマン - ヴィヨンヌの大司教。アムブロワーズにアゼダラクを探らせる。
- アムブロワーズ - 主人公。クレマンの甥で、ヴィヨンヌの修道士。禁欲的で真摯。
- アゼダラク - クシムの司教。妖術を以て誰にも疑われることなく、キリスト教の高位聖職者の地位に就いた。悪魔や異次元の邪神を崇拝する。
- ジュアン・モヴェソワール - アゼダラクの弟子。モリアミスの知る別名はメルキール。変装して「デ・ゼモ」と名乗り、アムブロワーズに薬を飲ませる。
- ドゥルーイドたち - 5世紀ごろの、ガリア＝ケルトの呪術祭司。気のふれた伝道師たち（＝キリスト教徒）を捕らえて、魔神への生贄とする。
- モリアミス - 700年前・5世紀の人物。森の魔女であり、ドゥルーイドとは異なる魔法を用いる。アゼダラクを知っている。
- 「魔薬」 - 服用することで、時間を超えることができる。2種類あり、緑の薬で過去に行き、赤の薬で未来に行く。惚れ薬から作られている。

## 収録
- 『イルーニュの巨人』創元推理文庫、井辻朱美訳「聖人アゼダラク」
- 『アヴェロワーニュ妖魅浪漫譚』創元推理文庫、大瀧啓裕訳「アゼダラクの聖性」
- 『魔術師の帝国3 アヴェロワーニュ篇』ナイトランド叢書、安田均訳「聖なるアゼダラク」